# La Réorthe
La Réorthe est une commune française située dans le département de la Vendée en région Pays de la Loire.

## Géographie
Le territoire municipal de La Réorthe s’étend sur 2 412 hectares. L’altitude moyenne de la commune est de 67 mètres, avec des niveaux fluctuant entre 15 et 104 mètres,.
Situation
La Réorthe est située sur la rive gauche du Grand Lay, à 6 km au nord de Sainte-Hermine, 9 km au sud de Chantonnay et 30 km à l'est de La Roche-sur-Yon. Elle est traversée du nord au sud par la départementale D 137 (ex-N 137), qui rejoint Nantes à La Rochelle.
Les communes limitrophes sont Chantonnay, Saint-Juire-Champgillon, Sainte-Hermine et Bournezeau.
Selon le classement établi par l’INSEE en 1999, La Réorthe est une commune rurale non polarisée, qui ne fait donc partie d’aucune aire urbaine ni d’aucun espace urbain.
|            | Chantonnay     |                         |
| Bournezeau | La Réorthe     | Saint-Juire-Champgillon |
|            | Sainte-Hermine |                         |

### Climat
Pour des articles plus généraux, voir Climat des Pays de la Loire et Climat de la Vendée.
En 2010, le climat de la commune est de type climat océanique franc, selon une étude du CNRS s'appuyant sur une série de données couvrant la période 1971-2000. En 2020, Météo-France publie une typologie des climats de la France métropolitaine dans laquelle la commune est exposée à un climat océanique et est dans la région climatique  Bretagne orientale et méridionale, Pays nantais, Vendée, caractérisée par une faible pluviométrie en été et une bonne insolation. 
Pour la période 1971-2000, la température annuelle moyenne est de 12 °C, avec une amplitude thermique annuelle de 14,4 °C. Le cumul annuel moyen de précipitations est de 858 mm, avec 12,3 jours de précipitations en janvier et 6,7 jours en juillet. Pour la période 1991-2020, la température moyenne annuelle observée sur la station météorologique de Météo-France la plus proche, « Sainte Gemme la Plaine_sapc », sur la commune de Sainte-Gemme-la-Plaine à 14 km à vol d'oiseau, est de 13,0 °C et le cumul annuel moyen de précipitations est de 809,1 mm,. Pour l'avenir, les paramètres climatiques de la commune estimés pour 2050 selon différents scénarios d'émission de gaz à effet de serre sont consultables sur un site dédié publié par Météo-France en novembre 2022.

## Urbanisme

### Typologie
Au 1er janvier 2024, La Réorthe est catégorisée commune rurale à habitat dispersé, selon la nouvelle grille communale de densité à sept niveaux définie par l'Insee en 2022.
Elle est située hors unité urbaine. Par ailleurs la commune fait partie de l'aire d'attraction de Chantonnay, dont elle est une commune de la couronne,. Cette aire, qui regroupe 10 communes, est catégorisée dans les aires de moins de 50 000 habitants,.

### Occupation des sols
L'occupation des sols de la commune, telle qu'elle ressort de la base de données européenne d’occupation biophysique des sols Corine Land Cover (CLC), est marquée par l'importance des territoires agricoles (74 % en 2018), en diminution par rapport à 1990 (76,4 %). La répartition détaillée en 2018 est la suivante : 
terres arables (44,9 %), forêts (19,9 %), zones agricoles hétérogènes (19 %), prairies (10,1 %), zones urbanisées (5,6 %), eaux continentales (0,5 %). L'évolution de l’occupation des sols de la commune et de ses infrastructures peut être observée sur les différentes représentations cartographiques du territoire : la carte de Cassini (XVIIIe siècle), la carte d'état-major (1820-1866) et les cartes ou photos aériennes de l'IGN pour la période actuelle (1950 à aujourd'hui).

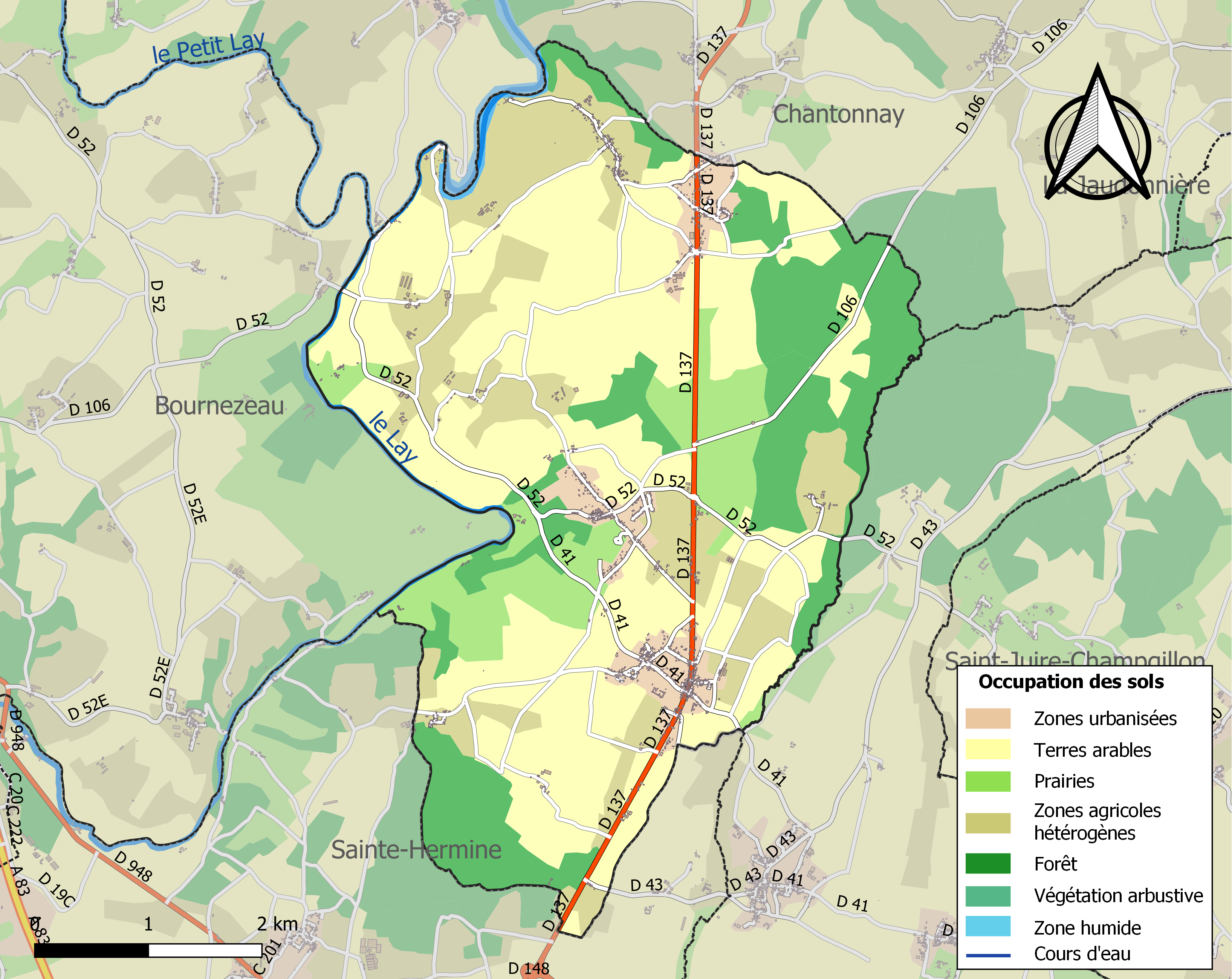
Carte des infrastructures et de l'occupation des sols de la commune en 2018 (CLC).

## Toponymie
Le lieu-dit Ingrandes
Ingrandes est un nom dérivé du toponyme gaulois *equoranda qui signifie juste aux limites ou limite équitable. Il indiquait une limite territoriale ou une frontière. À l'époque gauloise, Ingrandes était située à la limite sud d'un pagus qui durant le haut Moyen Âge est connu sous le nom de comté d'Herbauges (voir la page Lac de Grand-Lieu, partie toponymie).

## Histoire
À l’origine, La Réorthe était un prieuré fondé par les moines de l’abbaye de Luçon au XIe siècle. L'origine du nom n'est pas clairement établie, pour les uns le nom viendrait du latin Rivem ortum signifiant « lieu des sources ». Pour les autres, la commune doit son nom au patois vendéen « rothe », désignant la branche de chêne ou de châtaignier qui servait autrefois à lier les fagots.

## Première Guerre mondiale (1914-1918)
Paul Ernest Pierre Gerbaud, né le 15 octobre 1887 à La Réorthe, a disparu le 25 septembre 1915 à Beauséjour dans la Marne. Il est déclaré décédé par le tribunal de Fontenay-le-Comte le 9 novembre 1921, "tué a l'ennemi"; il avait 27 ans.
Avant d'être recruté à Fontenay-Le-Comte pour faire partie du 37e régiment d'infanterie le 5 juin 1915 en tant que soldat de 2e classe, il était cultivateur. Il était marié a Marie Augereau depuis le 23 mai 1911.

## Héraldique
| Blason | Blasonnement : Taillé : au premier, de gueules au château d'or, ouvert et ajouré du champ, maçonné de sable ; au second, de sinople à la rothe d'or posée en barre ; à la traverse ondée d'argent brochant sur la partition ; le tout surmonté d'un chef d'argent chargé de quatre croisettes d'azur. |

## Politique et administration

### Liste des maires
| Période                                  | Période               | Identité             | Étiquette | Qualité                                                                                             |
| ---------------------------------------- | --------------------- | -------------------- | --------- | --------------------------------------------------------------------------------------------------- |
| Les données manquantes sont à compléter. |                       |                      |           | |
| juillet 1812                             |                       | Benjamin Gauly       |           | |
|                                          |                       |                      |           | |
| Les données manquantes sont à compléter. |                       |                      |           | |
| mai 1908                                 | 1945[réf. nécessaire] | Paul Clemenceau      |           | Ingénieur des Arts et manufactures, président de société Frère de Georges Clemenceau                |
| Les données manquantes sont à compléter. |                       |                      |           | |
| avant 1951                               | mars 1965             | M. de Villedieu      |           | |
| mars 1965                                | après 1975            | Georges Clemenceau   |           | Petit-fils de Georges Clemenceau                                                                    |
| avant 1977                               | 1979[réf. nécessaire] | Hubert Dreillard     |           | Expert agricole et foncier Officier du Mérite agricole                                              |
| 1979[réf. nécessaire]                    | mars 1983             | Marcel Marais        |           | |
| mars 1983                                | mai 1991 (démission)  | Claude Flaire        |           | |
| mai 1991                                 | mars 2001             | Henri Pasquier       |           | Ancien premier adjoint                                                                              |
| mars 2001                                | 18 mai 2020           | Jean-Claude Auvinet, | DVD       | Garagiste retraité, maire honoraire Vice-président de la CC du Pays de Sainte-Hermine (2001 → 2016) |
| 18 mai 2020                              | En cours              | Magalie Jadaud       |           | Responsable de secteur Suppléante du député Pierre Henriet (2024 → )                                |

## Population et société

### Démographie

#### Évolution démographique
L'évolution du nombre d'habitants est connue à travers les recensements de la population effectués dans la commune depuis 1793. Pour les communes de moins de 10 000 habitants, une enquête de recensement portant sur toute la population est réalisée tous les cinq ans, les populations de référence des années intermédiaires étant quant à elles estimées par interpolation ou extrapolation. Pour la commune, le premier recensement exhaustif entrant dans le cadre du nouveau dispositif a été réalisé en 2006.

En 2022, la commune comptait 1 157 habitants, en évolution de +5,47 % par rapport à 2016 (Vendée : +5,33 %, France hors Mayotte : +2,11 %).
| 1793 | 1800  | 1806  | 1821  | 1831  | 1836  | 1841  | 1846  | 1851  |
| ---- | ----- | ----- | ----- | ----- | ----- | ----- | ----- | ----- |
| 900  | 1 083 | 1 068 | 1 363 | 1 377 | 1 435 | 1 504 | 1 538 | 1 626 |

| 1856  | 1861  | 1866  | 1872  | 1876  | 1881  | 1886  | 1891  | 1896  |
| ----- | ----- | ----- | ----- | ----- | ----- | ----- | ----- | ----- |
| 1 600 | 1 530 | 1 560 | 1 566 | 1 549 | 1 478 | 1 525 | 1 462 | 1 406 |

| 1901  | 1906  | 1911  | 1921  | 1926  | 1931  | 1936  | 1946  | 1954  |
| ----- | ----- | ----- | ----- | ----- | ----- | ----- | ----- | ----- |
| 1 429 | 1 356 | 1 280 | 1 145 | 1 125 | 1 091 | 1 057 | 1 033 | 1 037 |

| 1962  | 1968  | 1975 | 1982 | 1990 | 1999 | 2006 | 2011  | 2016  |
| ----- | ----- | ---- | ---- | ---- | ---- | ---- | ----- | ----- |
| 1 062 | 1 019 | 911  | 903  | 829  | 817  | 943  | 1 041 | 1 097 |

| 2021  | 2022  | - | - | - | - | - | - | - |
| ----- | ----- | - | - | - | - | - | - | - |
| 1 135 | 1 157 | - | - | - | - | - | - | - |

#### Pyramide des âges
En 2018, le taux de personnes d'un âge inférieur à 30 ans s'élève à 37,0 %, soit au-dessus de la moyenne départementale (31,6 %). À l'inverse, le taux de personnes d'âge supérieur à 60 ans est de 25,7 % la même année, alors qu'il est de 31,0 % au niveau départemental.
En 2018, la commune comptait 568 hommes pour 531 femmes, soit un taux de 51,68 % d'hommes, largement supérieur au taux départemental (48,84 %).
Les pyramides des âges de la commune et du département s'établissent comme suit.
| Hommes | Classe d’âge | Femmes |
| ------ | ------------ | ------ |
| 0,4    | 90 ou +      | 0,6    |
| 7,3    | 75-89 ans    | 8,2    |
| 16,7   | 60-74 ans    | 18,4   |
| 17,5   | 45-59 ans    | 16,3   |
| 21,0   | 30-44 ans    | 19,9   |
| 13,4   | 15-29 ans    | 15,3   |
| 23,9   | 0-14 ans     | 21,4   |

| Hommes | Classe d’âge | Femmes |
| ------ | ------------ | ------ |
| 0,8    | 90 ou +      | 2,2    |
| 8,7    | 75-89 ans    | 11,1   |
| 20,3   | 60-74 ans    | 21,3   |
| 20     | 45-59 ans    | 19,4   |
| 17,5   | 30-44 ans    | 16,8   |
| 15     | 15-29 ans    | 13,2   |
| 17,7   | 0-14 ans     | 16,1   |

## Lieux et monuments
- Château de l'Aubraye.
- Église Notre-Dame-de-l’Assomption.

### Galerie

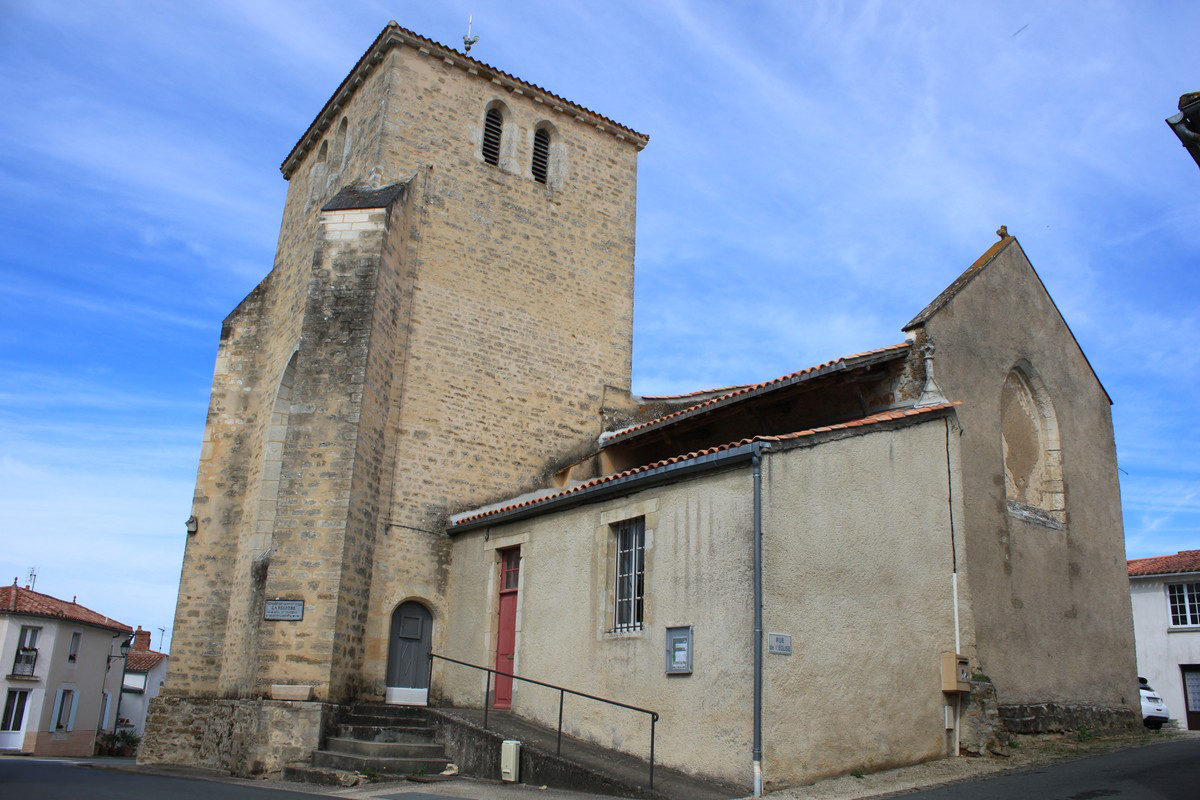
L’église Notre-Dame-de-l’Assomption.
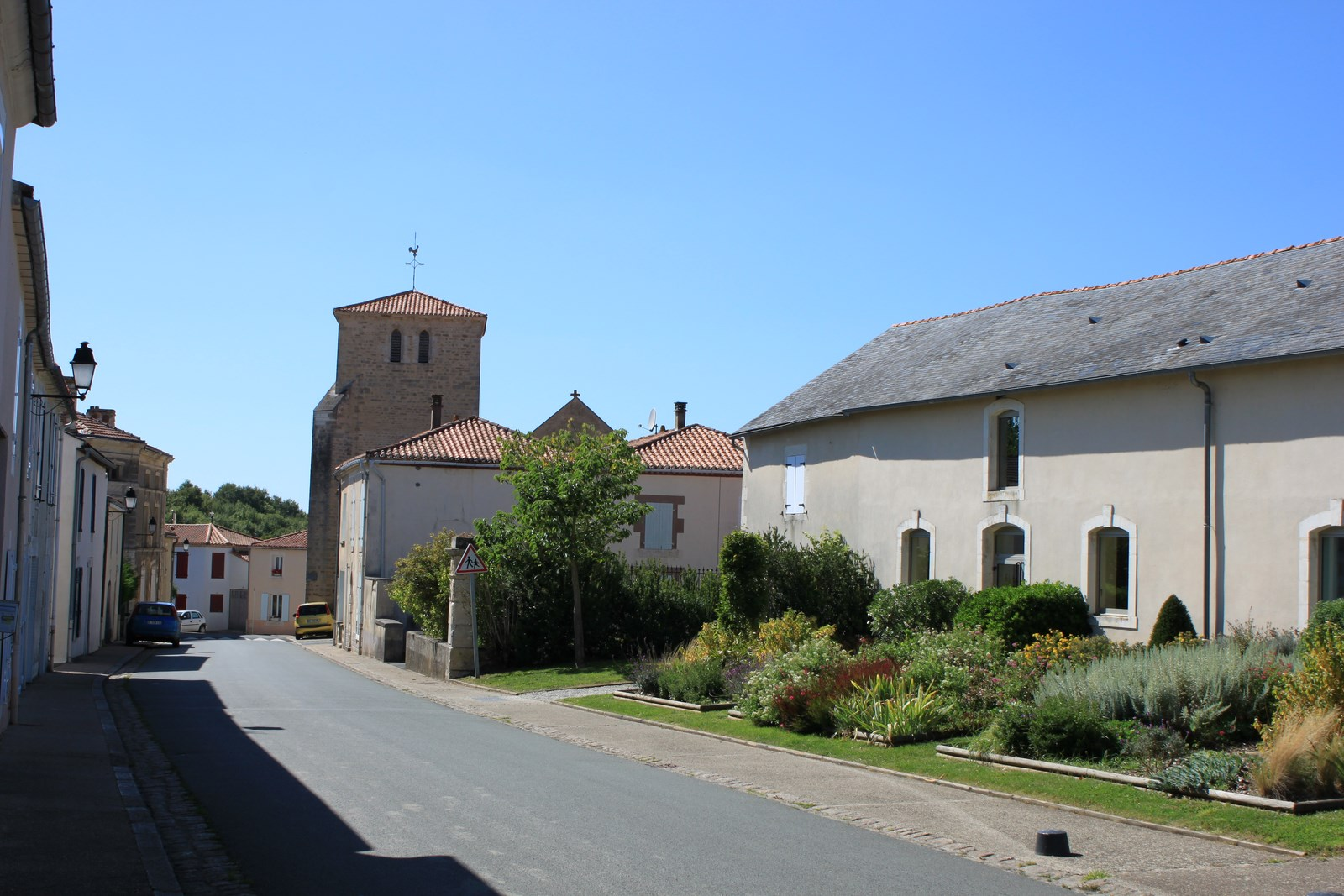
Le centre du bourg.
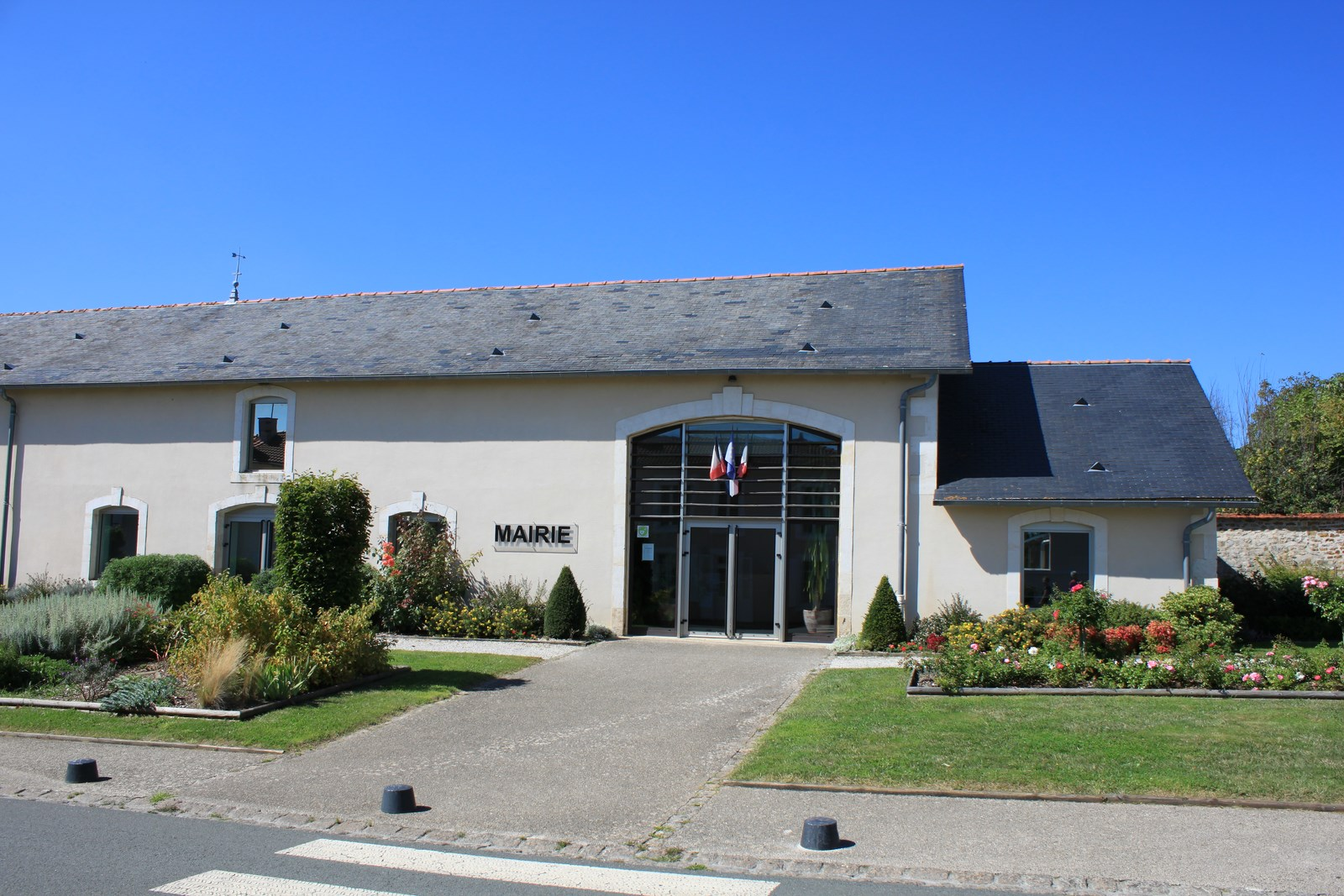
La mairie.
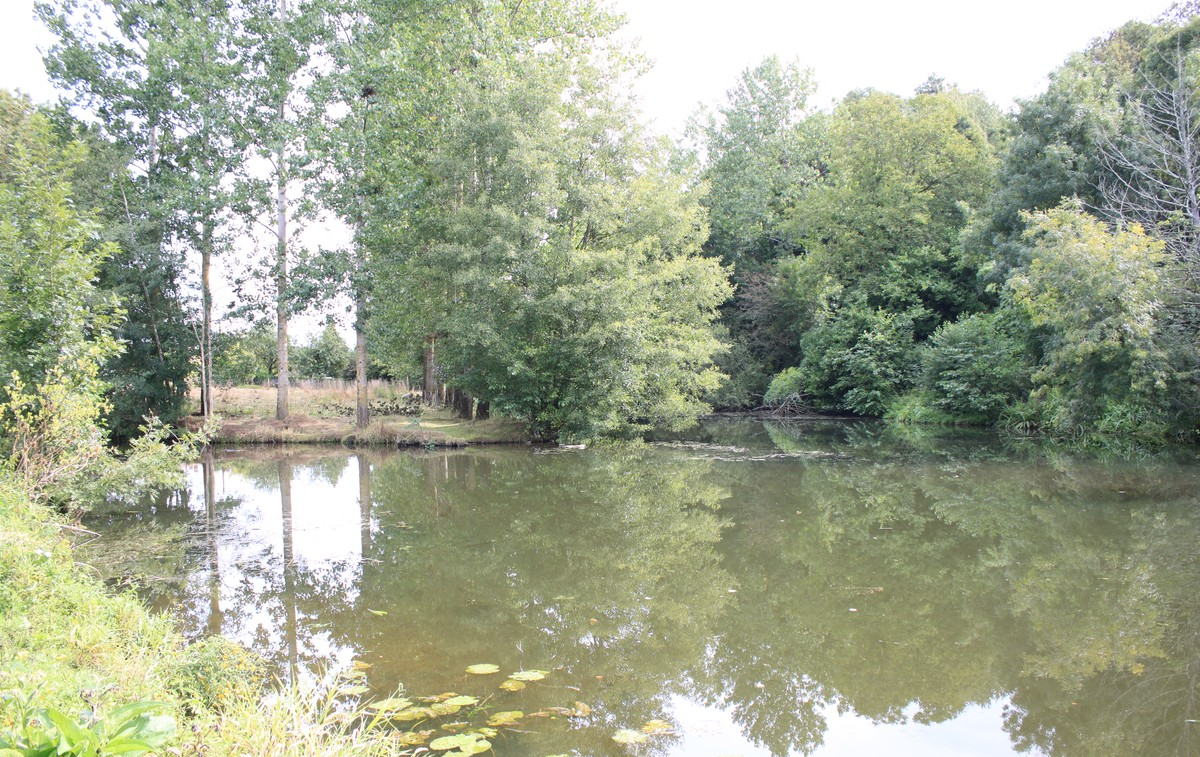
L’assemblée des « Deux Lays »
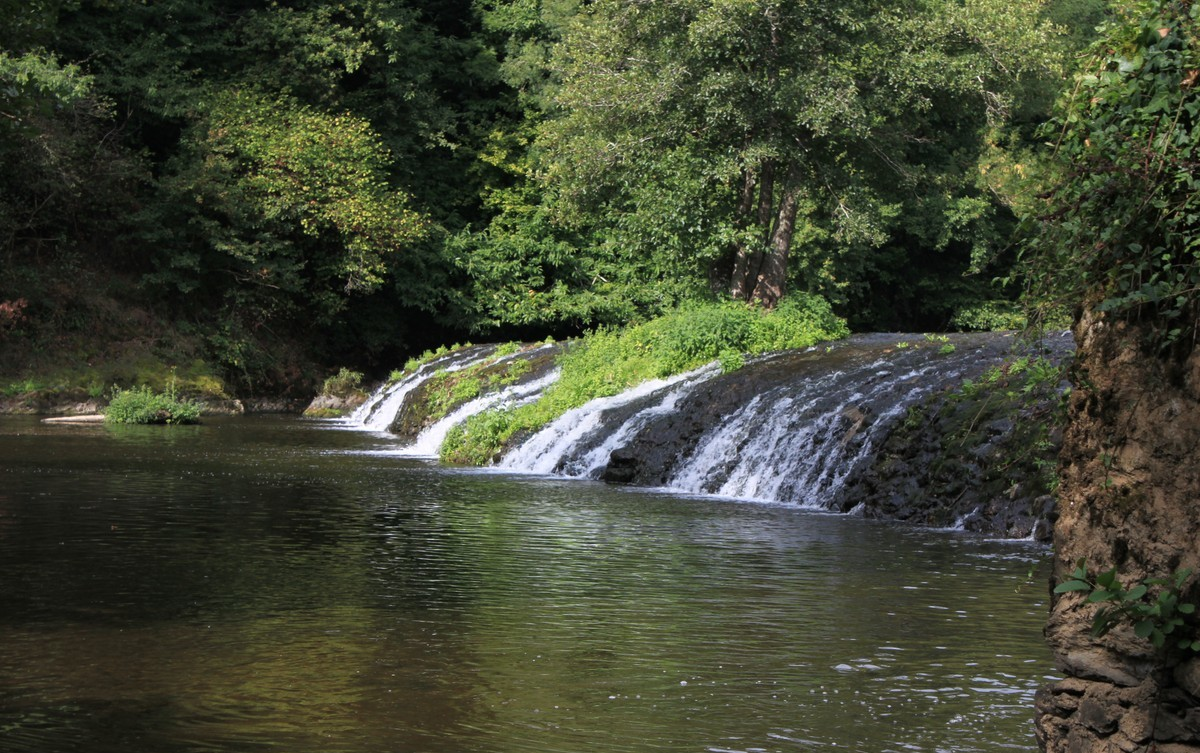
La chaussée du Lay au Berg.
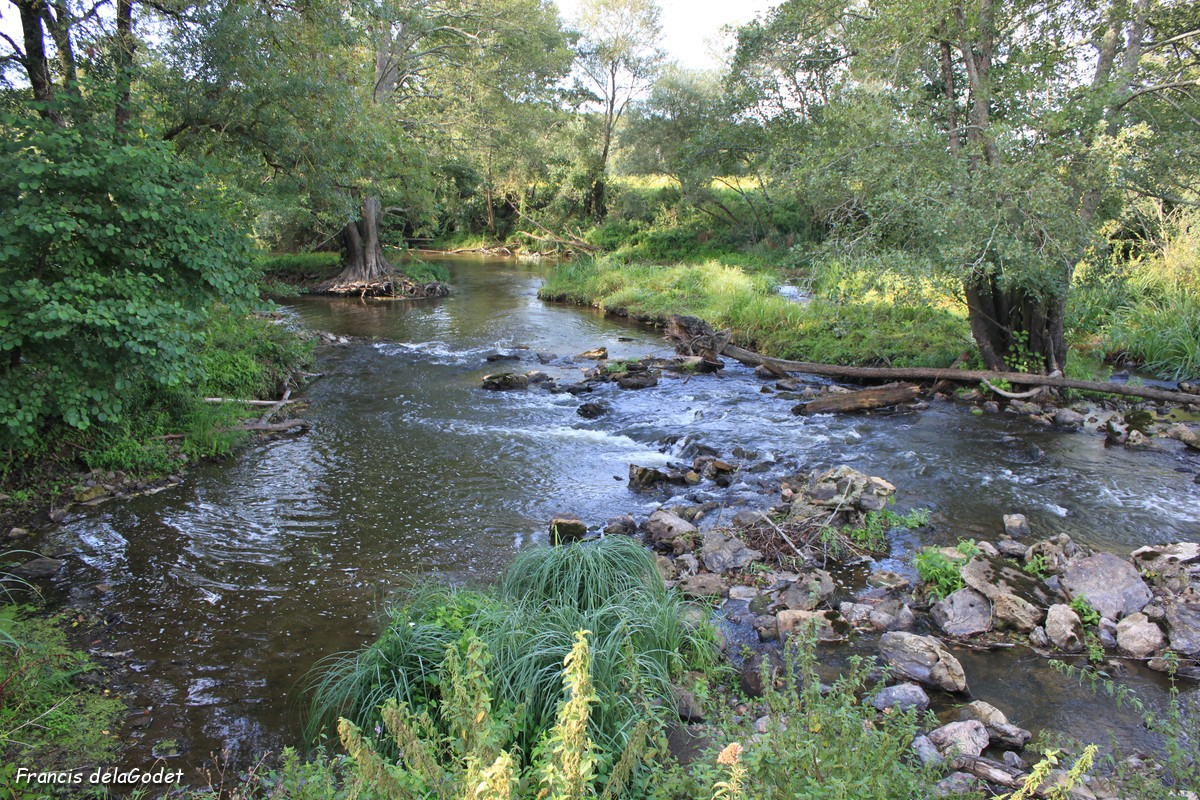
Le site de Poêle-Feu.
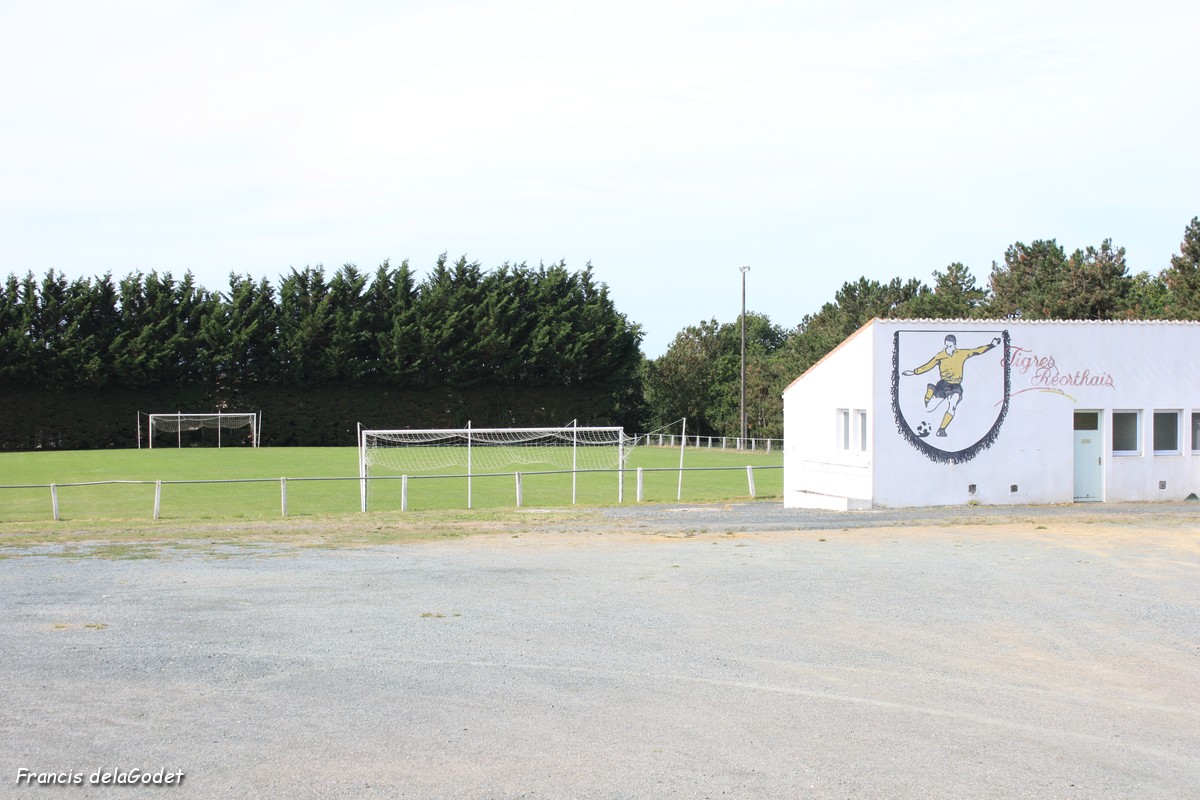
Le terrain de sport.
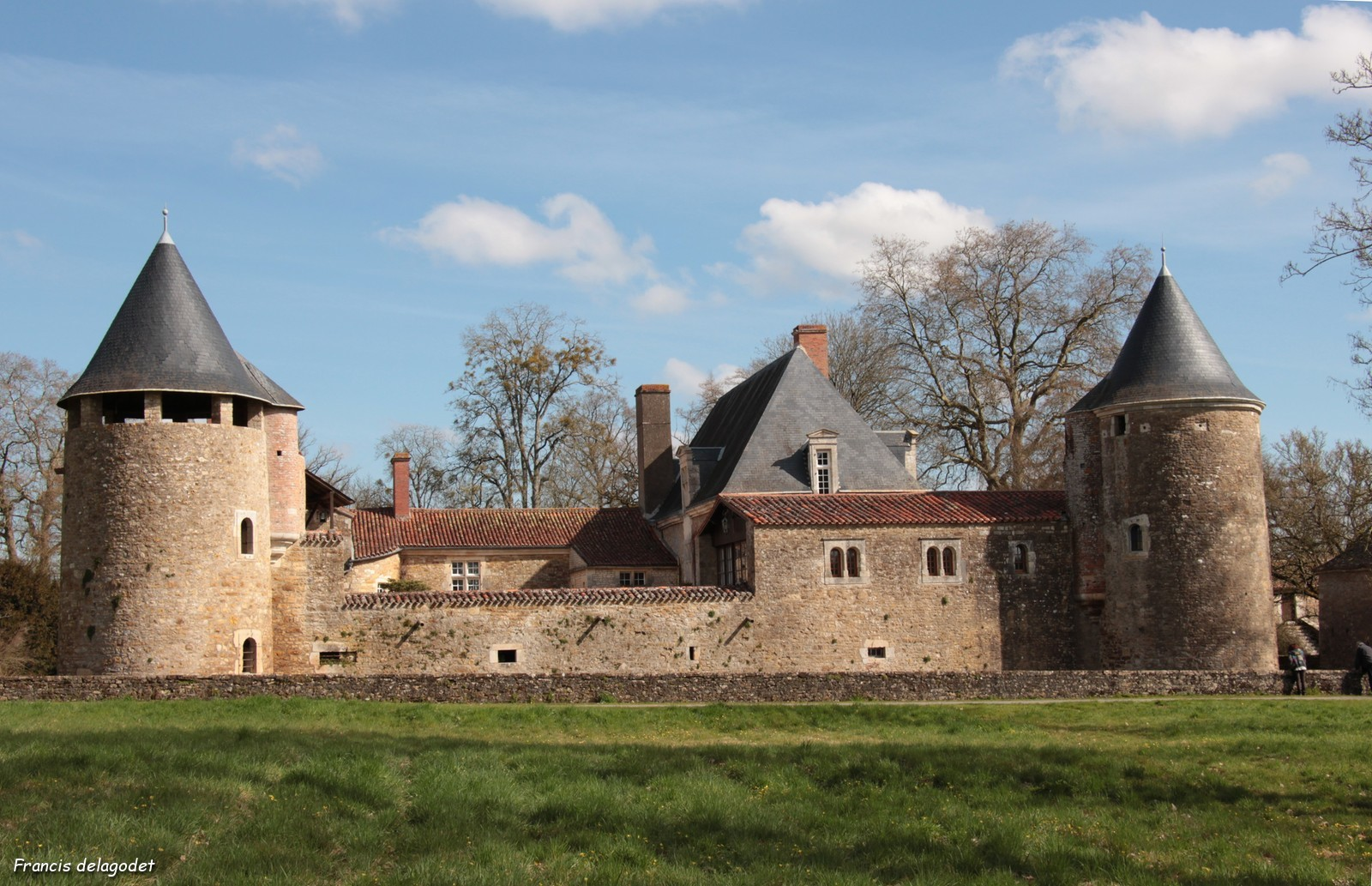
Château de l'Aubraie

## Personnalités liées à la commune
- Jean-François Salgues de Valdéries de Lescure (1644-1723), évêque de Luçon, mort à La Réorthe.
- Georges Clemenceau (1841-1929), homme politique français, président du Conseil de 1906 à 1909 puis de 1917 à 1920.
- Michel Clemenceau (1873-1964), homme politique français, fils du premier.
- Pierre Bordage (1955), auteur de roman de science-fiction.